# Горичев, Алексей Дмитриевич
Алексей Дмитриевич Горичев (15 марта 1900 — после 1985 года) — советский военачальник, полковник (1938).

## Биография
Родился 15 марта 1900 года в деревне Сорочинка, ныне в сельском поселении «Лазаревское» в Щёкинском районе Тульской области. Русский.
До службы в армии Горичев работал металлистом-фрезеровщиком в инструментальных мастерских Тульского оружейного завода.

### Военная служба
15 августа 1921 года добровольно поступил в Объединенную военную школу им. ВЦИК в Москве, по окончании которой в сентябре 1924 года назначен командиром взвода в 243-й стрелковый полк 81-й стрелковой дивизии МВО.
С ноября 1926 по июнь 1927 года находился на Московских военно-политических курсах им. В. И. Ленина.
Вернувшись в дивизию, служил в 242-м стрелковом полку политруком роты, командиром и политруком роты, командиром взвода.
С января по май 1932 года прошел подготовку на курсах «Выстрел». В ноябре был переведен в город Калуга командиром батальона 241-го стрелкового полка.
В июне 1933 года был направлен в СибВО начальником штаба 218-го стрелкового полка 73-й стрелковой дивизии.
С января по ноябрь 1935 года находился на разведывательных КУКС РККА в Москве, затем был назначен в той же дивизии командиром отдельного разведывательного дивизиона (г. Омск).
В январе 1936 года переведен на ту же должность в 71-ю стрелковую дивизию в город Кемерово, а в ноябре 1937 г. назначен командиром 212-го стрелкового полка в городе Ленинск-Кузнецкий.
С ноября 1938 года исполнял должность помощника командира 94-й стрелковой дивизии в городе Красноярск, в июле 1939 года вступил в командование этой дивизией.
В декабре 1940 года назначен старшим помощником инспектора пехоты ЗапОВО в городе Минск.

#### Великая Отечественная война
С 27 июня 1941 года полковник Горичев назначается комендантом города Могилев. С середины июля защитники города вели боевые действия в полном окружении, а 26 июля вынуждены были оставить его. Из окружения прорывались на восток небольшими группами в направлении Старобыхов, Пропойск, затем через Чаусы, Мглин и Брянские леса. Лишь 12 декабря Горичеву удалось в составе группы из 6 человек выйти в расположение своих войск в районе Тулы без документов и в гражданской одежде. После этого он направлен в Москву, а оттуда в распоряжение Военного совета Западного фронта.
В январе 1942 года переводится в 49-ю армию и 17 февраля принял командование 30-й стрелковой бригадой. Бригада вошла в состав 16-й армии и вела бои под Сухиничами. 31 марта Горичев был отстранен от должности и зачислен в распоряжение Военного совета армии. С 1 июня допущен к исполнению должности заместителя командира 324-й стрелковой дивизии и до середины июля находился с ней в обороне по левому берегу реки Жиздра на рубеже поселка Ленинский — устье реки Рессета.
14 июля 1943 года откомандирован на учебу в Высшую военную академию им. К. Е. Ворошилова в город Уфа. После окончания её ускоренного курса в декабре 1943 года был направлен в распоряжение Военного совета Западного фронта.
С 15 января 1944 года допущен к исполнению должности заместителя командира 160-й стрелковой дивизии и в составе 10-й армии участвовал в боях на реке Проня в районах нас. пунктов Красный Бор и Малиновка Могилевской обл. В конце месяца дивизия была выведена в резерв фронта в район города Кричев, затем в резерв Ставки ВГК. С марта она входила в 70-ю армию и вела бои на 2-м, а с 5 апреля — 1-м Белорусских фронтах. С июля 1944 года её части принимали участие в Белорусской, Люблин-Брестской наступательных операциях. За образцовое выполнение заданий командования в боях при прорыве обороны противника западнее Ковеля дивизия была награждена орденом Красного Знамени (9.8.1944), а за освобождение города Брест ей было присвоено наименование «Брестская» (31.8.1944). В боях за Брест 30 августа Горичев был ранен и до 25 сентября находился в госпитале, затем вновь вернулся в дивизию на прежнюю должность. С 12 ноября дивизия вместе с армией вновь входила в состав 2-го Белорусского фронта.
В ходе Млавско-Эльбингской наступательной операции с 23 января 1945 года полковник Горичев допущен к командованию 380-й стрелковой Орловской Краснознаменной ордена Суворова дивизией 49-й армии и участвовал с ней в овладении городами Пуппен и Бабинтен. С 10 февраля её части успешно действовали в Восточно-Померанской наступательной операции, в боях по овладению городом Данциг. За эти бои она была награждена орденом Кутузова 2-й ст. (17.5.1945). В дальнейшем части дивизии участвовали в Берлинской наступательной операции, в форсировании реки Одер и в боях севернее Берлина. С 28 апреля по 6 мая она совершила марш из района Фиддихов в район Нойштадт, где и закончила войну.

#### Послевоенная карьера
После войны в июле 1945 года дивизия была расформирована, а полковник Горичев в августе назначен начальником отдела по делам репатриации 1-й гвардейской танковой армии ГСОВГ.
В феврале — апреле 1946 года состоял в распоряжении Военного совета группы войск, затем был назначен начальником Управления и военным комендантом Управления окружной военной комендатуры 1-го разряда Дрезденского округа СВАГ.
В ноябре 1947 года переведен в распоряжение главкома войск Дальнего Востока и по прибытии в декабре допущен к командованию 72-й горнострелковой бригадой ДВО.
С июня 1948 года исполнял должность заместителя командира 121-й стрелковой дивизии.
В сентябре 1950 года переведен в СКВО заместителем командира 19-й горнострелковой дивизии.
13 марта 1954 года уволен в запас.

## Награды

### СССР
- орден Ленина (1946)
- три ордена Красного Знамени (28.08.1944, 03.11.1944, 24.04.1945, 1951)
- орден Кутузова II степени (29.05.1945)
- два ордена Отечественной войны I степени (20.07.1943, 06.04.1985)
  - Медали, в том числе:
  - «За победу над Германией в Великой Отечественной войне 1941—1945 гг.» (1945)
  - «Ветеран Вооружённых Сил СССР»

Приказы (благодарности) Верховного Главнокомандующего в которых отмечен Горичев А. Д.
- За овладение городом Черск — важным узлом коммуникаций и сильным опорным пунктом обороны немцев в северо-западной части Польши. 21 февраля 1945 года. № 283
- За овладение городом и крепостью Гданьск (Данциг) — важнейшим портом и первоклассной военно-морской базой немцев на Балтийском море. 30 марта 1945 года. № 319
- За овладение главным городом Померании и крупным морским портом Штеттин, а также городов Гартц, Пенкун, Казеков, Шведт. 26 апреля 1945 года. № 344
- За овладение городами Барт, Бад-Доберан, Нойбуков, Варин, Виттенберге и за соединение на линии Висмар — Виттенберге с союзными нам английскими войсками. 3 мая 1945 года. № 360